# Chronicles of Spellborn
Chronicles of Spellborn es un videojuego de computadora lanzado en noviembre de 2008 en Reino Unido, únicamente también salió a la venta el 23 de abril del 2009 en Estados Unidos.
La banda holandesa Within Temptation tienes dos soundtracks para este juego "The Howling"(El Aullido) y "Sounds of Freedom".

## Personajes
| Guerreros    | Magos     | Pícaro      |
| ------------ | --------- | ----------- |
| Bloodwarrior | Ancestral | Deathhand   |
| Wrathguard   | Void Seer | Skinshifter |
| Adept        | Rune Mage | Trickster   |

### Escenario
Desde que Spellborn se centra en gran parte en misiones haciendo, el juego proporciona una cierta cantidad de información de fondo para los jugadores. Spellborn 's la historia de ficción se divide en ocho años de edad, los jugadores entran en el mundo en su edad actual conocida como "La Hora del Enclave", 998 años después de la destrucción del mundo. El mundo del juego se divide en Fragmentos de roca, los restos del mundo antiguo que son habitadas por los sobrevivientes del cataclismo. Cuatro fragmentos principales están disponibles para la exploración de los jugadores.